# Casa-fàbrica Portell-Marimon
La casa-fàbrica Portell-Marimon era un edifici situat al carrer de l'Hospital, 95 del Raval de Barcelona, actualment desaparegut.

## Història
El 1785, tot just després d'acabada la seva associació amb Joan Baptista Cirés, Rosa Llorens, vídua del veler Francesc Fraginals, va establir una nova societat amb Antoni Marimon, que des de feia anys regentava una fàbrica d'indianes, i a la seva mort el 1791, fou succeïda pel seu fill Pere Jaume Fraginals i Llorens.

Projecte dels carrers de Sant Rafael, Sadurní i Beat Oriol (1798). Hom hi pot llegir «Casa de D^{n} Juan de Portell.»

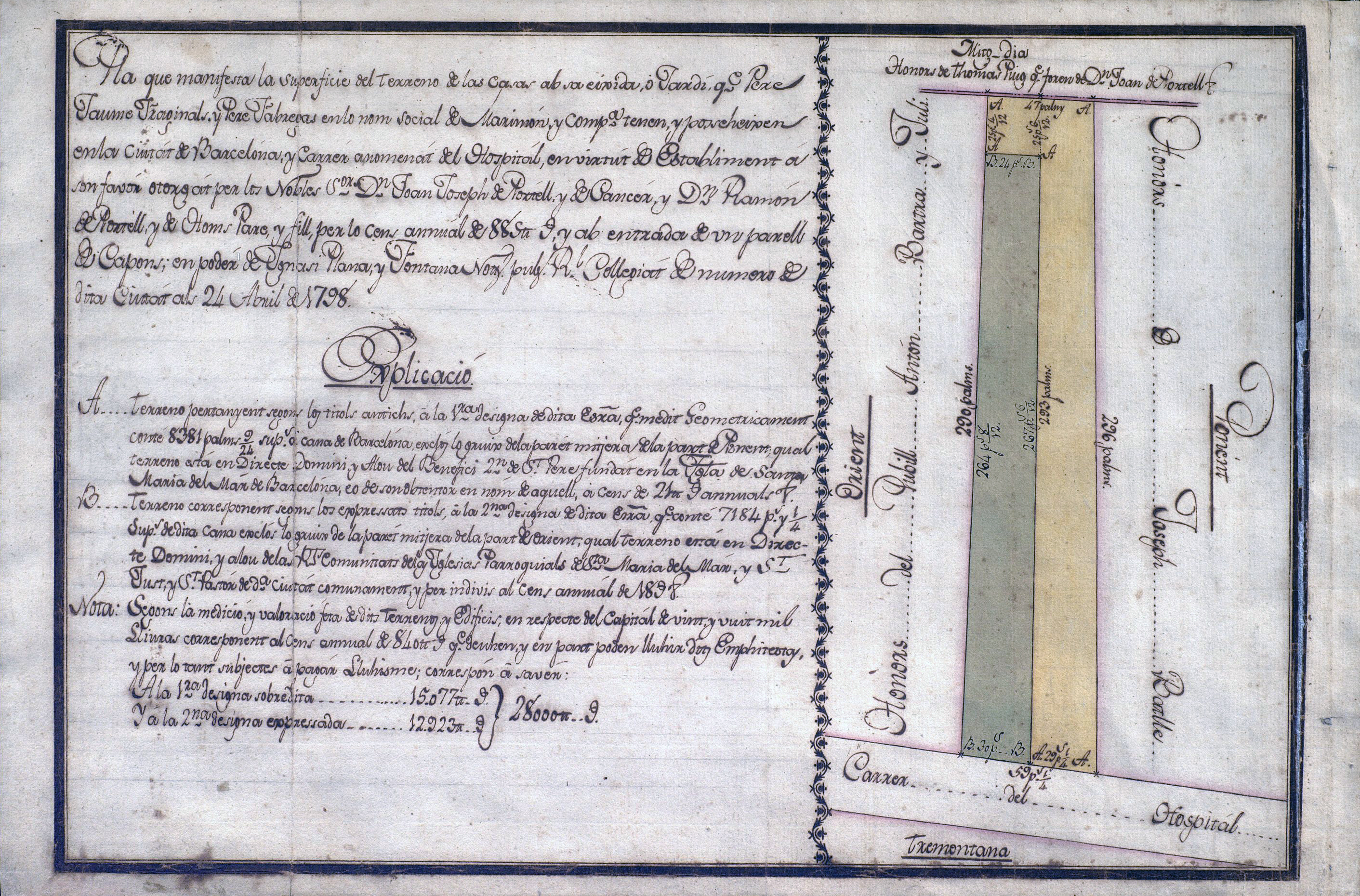
Plànol geomètric de la finca amb indicació de les designes que la componien (1798)

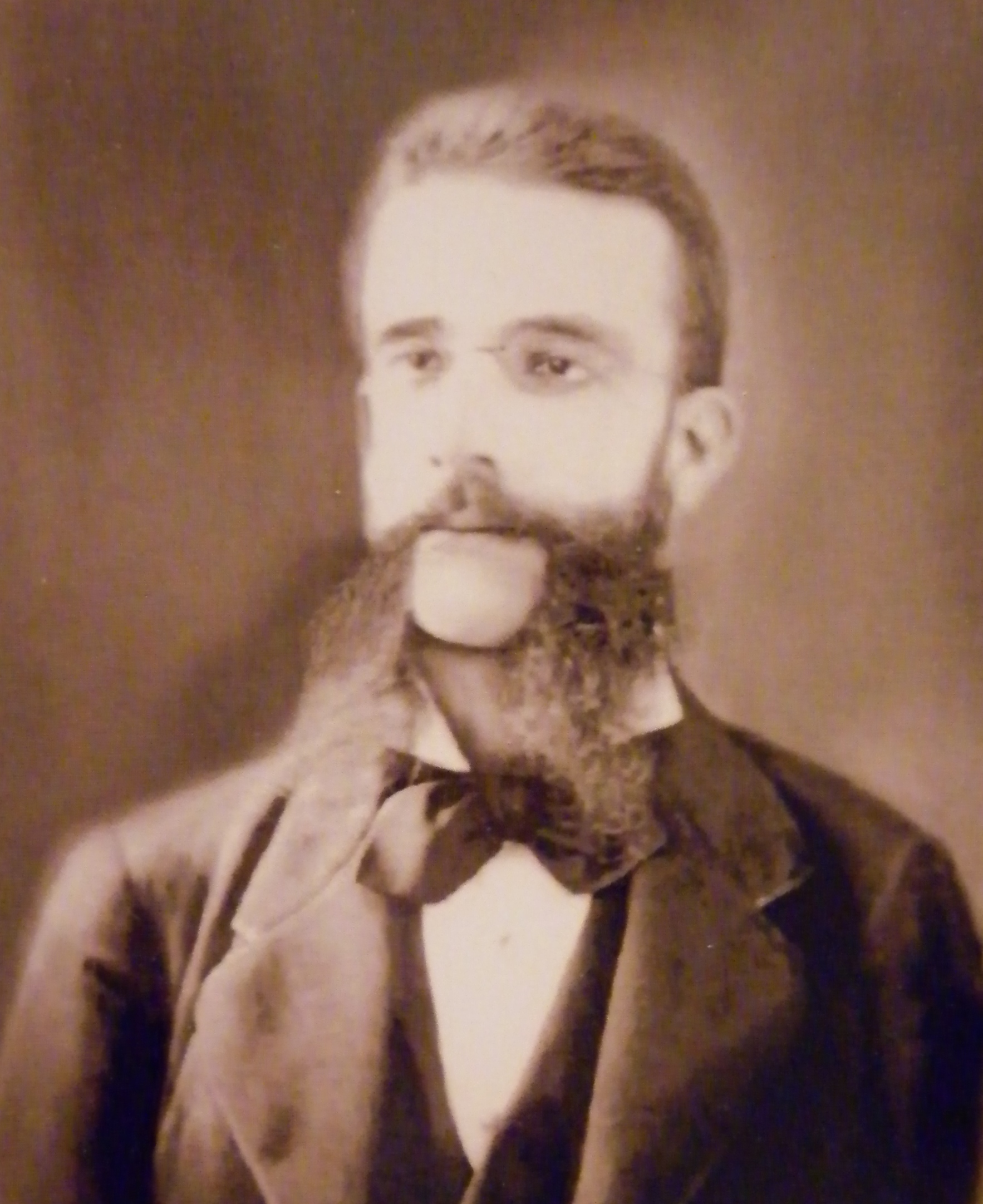
Josep Roura i Estrada

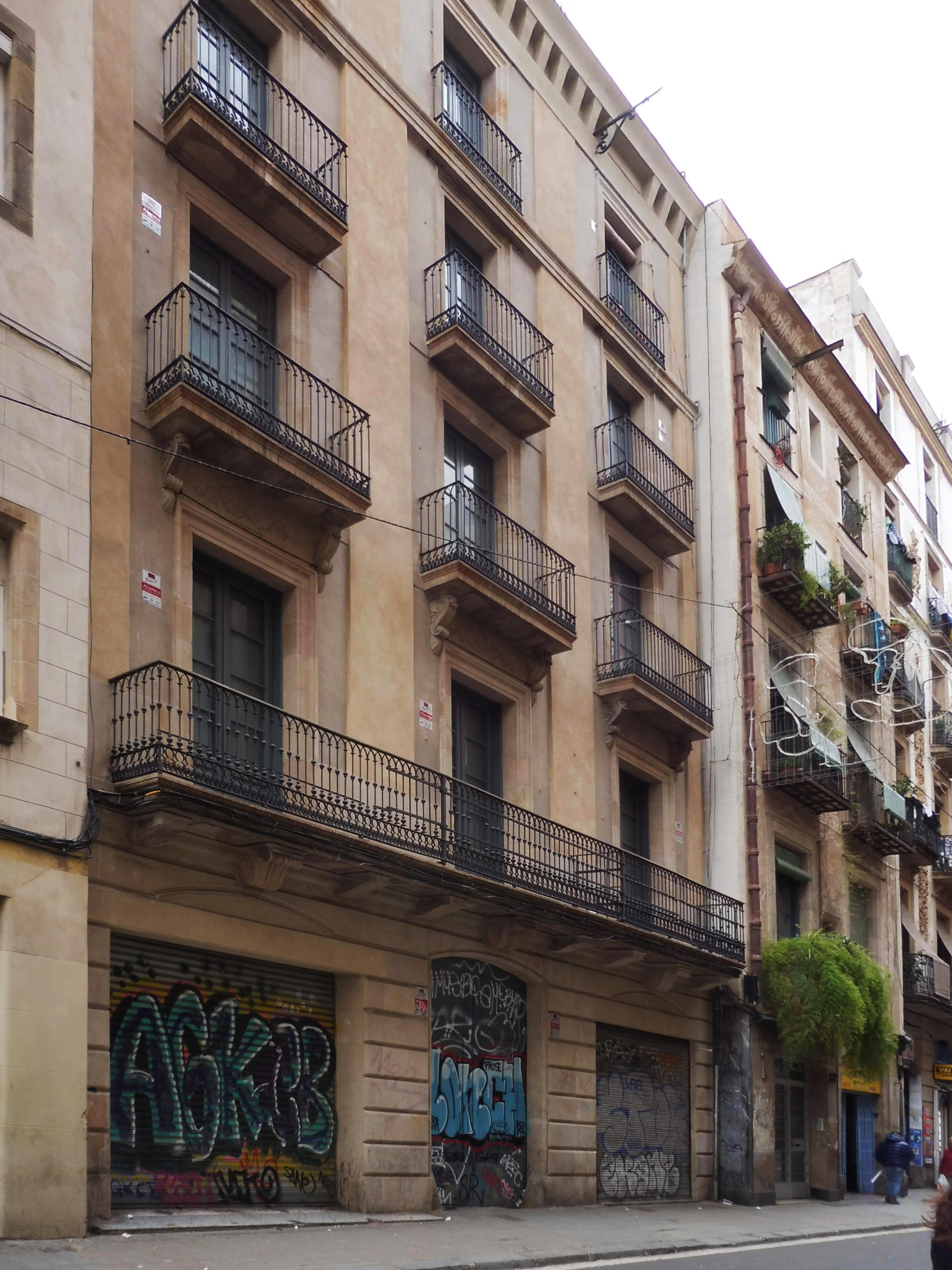
Casa Josep Roura al carrer de l'Hospital, 95

Aquell mateix any, Joan Josep de Portell i de Càncer va llogar a Antoni Marimon una casa amb hortet al carrer de l'Hospital pel termini de cinc anys, a raó de 500 lliures anuals, i amb llicència per a fer-hi les obres necessàries per a transformar-la en fàbrica d'indianes, incloent-hi la construcció de dues «quadres», una per als telers i una altra per als pintadors. Tot seguit, Portell va llogar la casa per cinc anys més a Pere Jaume Fraginals i a Pere Fàbregas i Casafont, casat amb Eulàlia Marimon. El 1798, un cop aprovat el projecte d'obertura de tres nous carrers entre els d'en Robador i el de la Cadena, Joan Josep de Portell i el seu fill Ramon de Portell i d'Oms els hi van establir en emfiteusi en nom de la societat Marimon i Cia (els altres socis de la qual eren Eulàlia Marimon i Josep Fuster i Bosch), i el 1799, Fàbregas va demanar permís per a eixamplar-hi una finestra, segons el projecte del mestre de cases Joan Valls i Balansó. El 1800, Pere Jaume Fraginals i Pere Fàbregas adquiriren als síndics del concurs de creditors del fabricant d'indianes Anton Ruiz un prat d'indianes a Santa Eulàlia de Provençana per 5.000 lliures.
Fàbregas, que tenia un negoci de comerç al major a Múrcia, va morir el 1822, i fou succeït pel seu fill Pere Fàbregas i Marimon, que el 1828 va obtenir la condició de comerciant matriculat de Barcelona. Aquest mateix any, va comprar la participació dels seus germans i dels altres socis de la companyia (en liquidació des del 1826), esdevenint així l'únic propietari de la casa-fàbrica, valorada en 9.250 lliures en net, i el 1830 va demanar permís per a reobrir-hi dues portes de botiga i fer-hi una de veïns, segons el projecte del mateix Valls. El 1832 va ser nomenat president de la Comissió de Fàbriques de Barcelona, i va morir dos anys després.
Finalment, el 1844, la seva vídua Maria del Carme Elizalde, en nom propi i dels seus fills, residents a Múrcia, vengué la finca a Josep Roura i Estrada, catedràtic de química aplicada a l'Escola de la Llotja, que hi faria construir un nou edifici.